# Mirobaeoides tamborinensis
Mirobaeoides tamborinensis är en stekelart som beskrevs av Austin 1986. Mirobaeoides tamborinensis ingår i släktet Mirobaeoides och familjen Scelionidae. Inga underarter finns listade i Catalogue of Life.